# Gold Run
Gold Run (títol original en noruec, Gulltransporten) és una pel·lícula noruega del 2022 dirigida per Hallvard Bræin. El film es basa en el transport real de les reserves d'or del Banc de Noruega a Anglaterra després que les tropes nazis haguessin envaït el país l'abril de 1940. El guió va ser escrit per Thomas Moldestad i Jørgen Storm Rosenberg. Es va estrenar a la plataforma Viaplay el 15 de desembre de 2022. S'ha doblat i subtitulat al català.

## Repartiment
- Jon Øigarden – Fredrik Haslund
- Ida Elise Broch – Nini Haslund Gleditsch
- Terje Strømdahl – Nicolai Rygg
- Eivind Sander – Bjørn Sunde
- Morten Svartveit – Nordahl Grieg
- Sven Nordin – Odd Henry
- Gard B. Eidsvold – Andreas Lund
- Thorbjørn Harr – Oscar Torp, ministre d'Hisenda
- Anatole Taubman – Otto Stoltmann
- Audun Sandem – Kristian Gleditsch
- Øyvind Brandtzæg – Esten Larsen